# Horace Elgin Dodge

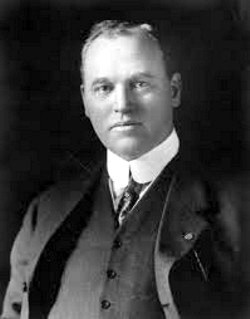
Horace Elgin Dodge

Horace Elgin Dodge (* 17. Mai 1868 in Niles (Michigan); † 10. Dezember 1920 in Palm Beach) war ein US-amerikanischer Automobilhersteller.

## Leben
Horace Elgin Dodge und sein Bruder John Francis Dodge erfanden zusammen das erste komplette Stahlauto in den USA. Sie halfen Henry Ford beim Aufbau seiner Fabrik und bauten ihr erstes Auto mit dem Namen Dodge im Jahre 1914 in Detroit, Michigan.
Er starb 52-jährig an der Spanischen Grippe.